# Foundling Hospital

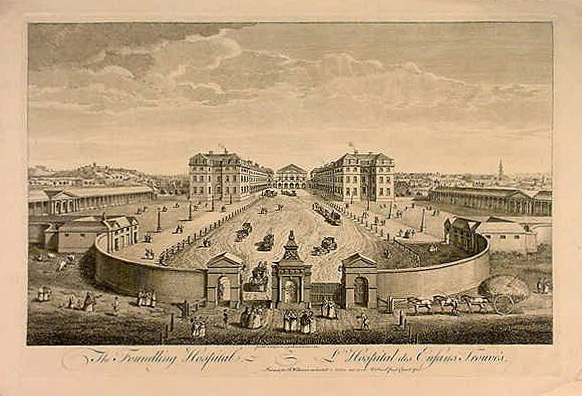
Il Foundling Hospital. La costruzione venne abbattuta.

Il Foundling Hospital di Londra, in Inghilterra fu un ricovero per poveri e meno abbienti fondato nel 1739 dal filantropo capitano della marina Thomas Coram. Esso venne fondato come ospizio di ricovero per bambini poveri o trovatelli.

## Storia
I primi bambini vennero ammessi al Foundling Hospital il 25 marzo 1741, in una casa temporanea dislocata a Hatton Garden. In un primo momento ai genitori che abbandonavano qui i figli perché non potevano mantenerli, veniva semplicemente richiesto di lasciare al collo dei bambini un segno di riconoscimento tramite una piccola collana a ciondolo. Questi erano solitamente monete, pezzi di cotone o nastro, versi scritti su pezzi di carta. I bambini venivano accettati dopo 12 mesi dalla nascita. Il ricovero era dotato di personale anche medico-assistenziale per la prevenzione o la cura di malattie.
Nel settembre 1742, venne posata la prima pietra della struttura vera dell'ospedale, in una località chiamata Bloomsbury, a nord di Great Ormond Street e vicino a Gray's Inn Lane. La struttura dell'ospedale venne disegnata da Theodore Jacobsen come una struttura su un piano unico con due ali ed una cappella, concentrando il tutto su una grande corte centrale. L'ala ovest venne terminata nell'ottobre del 1745. Venne aggiunta un'ulteriore ala esterna nel 1752 di modo da tenere le fanciulle separate dai ragazzi come volevano le usanze d'epoca. Al completamento, l'ospedale venne descritto dal Times come uno dei monumenti alla carità più importanti eretti nel XVIII secolo in Inghilterra.
INel 1756, la Camera dei Comuni si risolse a statalizzare l'opera che venne sostenuta anche con fondi governativi oltre che con la benevolenza degli inglesi abbienti, ma il limite di accettazione venne spostato a due anni. In meno di quattro anni 14.934 bambini vennero presentati all'ospedale e quindi accettati. Le grandi spese per il mantenimento dell'opera (che ammontavano alla favolosa cifra di 500.000 sterline), allarmarono la Camera dei Comuni che propose di trovare questi fondi nelle parrocchie. L'ospedale, dipenendo ora quasi esclusivamente dalle proprie forze, stabilì una tassa d'ammissione di 100 sterline, il che spesso scoraggiava alcuni genitori a lasciare in quel luogo i loro figli, il che ridusse di conseguenza il numero dei bambini accettati e quindi le spese di mantenimento della struttura. Questa tradizione venne però interrotta nel 1801 quando venne stabilito che l'ospedale, in quanto istituzione di carità, non dovesse chiedere soldi alla popolazione bisognosa. In quest'epoca, infatti, la maggior parte dei bambini presenti all'ospedali erano di ragazze-madri o comunque di donne non sposate e sovente essi erano il loro primo figlio (era risaputo anche che qui si trovavano a lasciare i loro figli anche alcune prostitute).

## Musica e arte

### Musica
Attivo nell'ospedale era anche il servizio musicale, che originariamente veniva portato avanti unicamente dai bambini ciechi, ma divenne famoso per la generosità di George Frideric Handel, che sovente si impegnò gratuitamente ad eseguire il suo Messiah presso l'ospedale. L'incarico di Handel iniziò qui il 1º maggio 1750 quando diresse una performance del Messiah all'inaugurazione del nuovo organo della cappella dell'istituto. L'esibizione fu così trionfale che il giorno seguente, Handel venne eletto a presidente dell'istituzione, carica che il musicista accettò. Nel 1774 il Dottor Charles Burney e l'italiano Giardini tentarono di legare l'ospedale alla pubblica scuola di musica di Londra, su imitazione di quanto accadeva già a Venezia con l'Ospedale della Pietà, ma senza successo. Nel 1847, ad ogni modo, venne costituito un coro giovanile di grande successo e gli effetti educativi erano ottimi.

### Arte
Il legame con l'arte ed in particolare la pittura fu sempre attivo al Foundling Hospital, in quanto la Royal Academy dal 1768 promosse sempre più il legame dei grandi pittori del tempo con le istituzioni caritatevoli del regno, di modo da sviluppare nei bambini un senso artistico.
William Hogarth, il quale non aveva figli, fu per molto tempo presidente dell'ospedale e fu colui che disegnò l'uniforme ufficiale dei bambini, nonché lo stemma dell'istituzione. Hogarth decise anche di allestire un'esibizione permanente di quadri nelle nuove strutture fatte costruire, incoraggiando altri artisti a produrre opere d'arte per l'ospedale. Molti artisti dell'epoca come Sir Joshua Reynolds, Thomas Gainsborough, Richard Wilson e Francis Hayman, si dedicarono alla decorazione interna degli ambienti dell'ospedale.
Hogarth stesso dipinse un ritratto di Thomas Coram per l'ospedale, donando anche alcune opere di sua proprietà all'istituzione dell'ospedale, oltre a mettere alcuni suoi quadri in una pesca di beneficenza organizzata. Altra opera di rilievo fu un busto di Handel eseguito da Louis-François Roubiliac. L'altare della cappella, che originariamente presentava un dipinto raffigurante "l'adorazione dei Magi" di Andrea Casali, appariva per l'epoca troppo cattolica in uno Stato anglicano, e venne pertanto sostituita con un dipinto di Benjamin West raffigurante "Cristo che presenta un bambino". Molte delle opere d'arte di proprietà dell'ospedale, si possono oggi ammirare nel Foundling Museum.

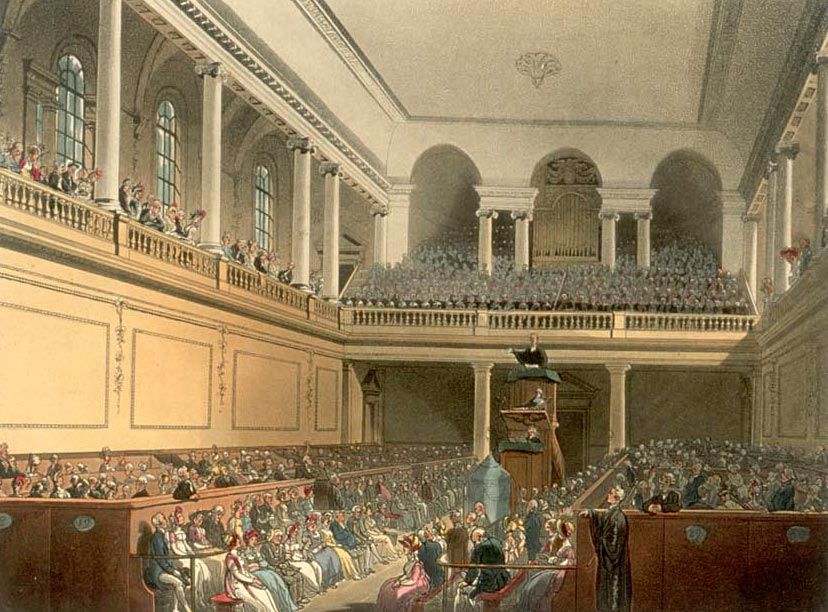
La cappella in un disegno di Thomas Rowlandson e Augustus Charles Pugin per Microcosm of London di Ackermann (1808-11).

## Rilocazione
Negli anni venti del XX secolo, si decise di spostare l'ospedale in una più salutare località di campagna. Gli stabili presenti in pieno centro cittadino di Londra, vennero in un primo tempo pensati per accogliere nuovi spazi per le università, ma successivamente vennero venduti ad un proprietario, James White, nel 1926. L'idea di trasferire il mercato di Covent Garden in questo luogo era uno dei progetti, ma i residenti locali si opposero a questo progetto. Per questi motivi, la struttura originale dell'ospedale venne demolita. I bambini vennero spostati a Redhill nel Surrey, dove vennero alloggiati in un antico convento, e nel 1935 venne proposta la costruzione di un nuovo Foundling Hospital a Berkhamsted, nell'Hertfordshire. Quando negli anni cinquanta il governo inglese stabilì nuove leggi sull'adozione dei bambini, l'ospedale cessò quasi completamente ogni propria attività. Le costruzioni di Berkhamsted vennero vendute alla contea dell'Hertfordshire che li utilizzò per accogliervi una scuola, mentre il Foundling Hospital cambiò il proprio nome in Thomas Coram Foundation for Children, che opera tutt'oggi.

## Elenco dei presidenti del Foundling Hospital
- John Russell, IV duca di Bedford (1739-1771)
- Frederick North, Lord North (1771-1792)
- William Henry Cavendish-Bentinck, III duca di Portland (1792-1809)
- Giorgio, principe di Galles (1809-1820)
- Federico, duca di York e Albany (1820-1827)
- Adolfo, duca di Cambridge (1827-1850)
- Giorgio, duca di Cambridge (1851-1904)
- Arturo, duca di Connaught e Strathearn (1904-1942)